# Pedro de la Rosa
Pedro Martínez de la Rosa (født 24. februar 1971 i Barcelona, Spanien) er en spansk racerkører, der kørte i Formel 1 for Arrows, Jaguar, McLaren, Sauber og HRT. Han har også tidligere haft et fast Formel 1 sæde, og står (pr. november 2012) noteret for at have kørt 105 Grand Prix'er. Hans bedste resultat i et løb er en 2. plads i Ungarns Grand Prix i 2006.